# Twinsburg
Twinsburg är en stad (city) i Summit County i Ohio. Vid 2010 års folkräkning hade Twinsburg 18 795 invånare.